# Amazona autumnalis
Amazona autumnalis là một loài chim trong họ Psittacidae.

## Hình ảnh

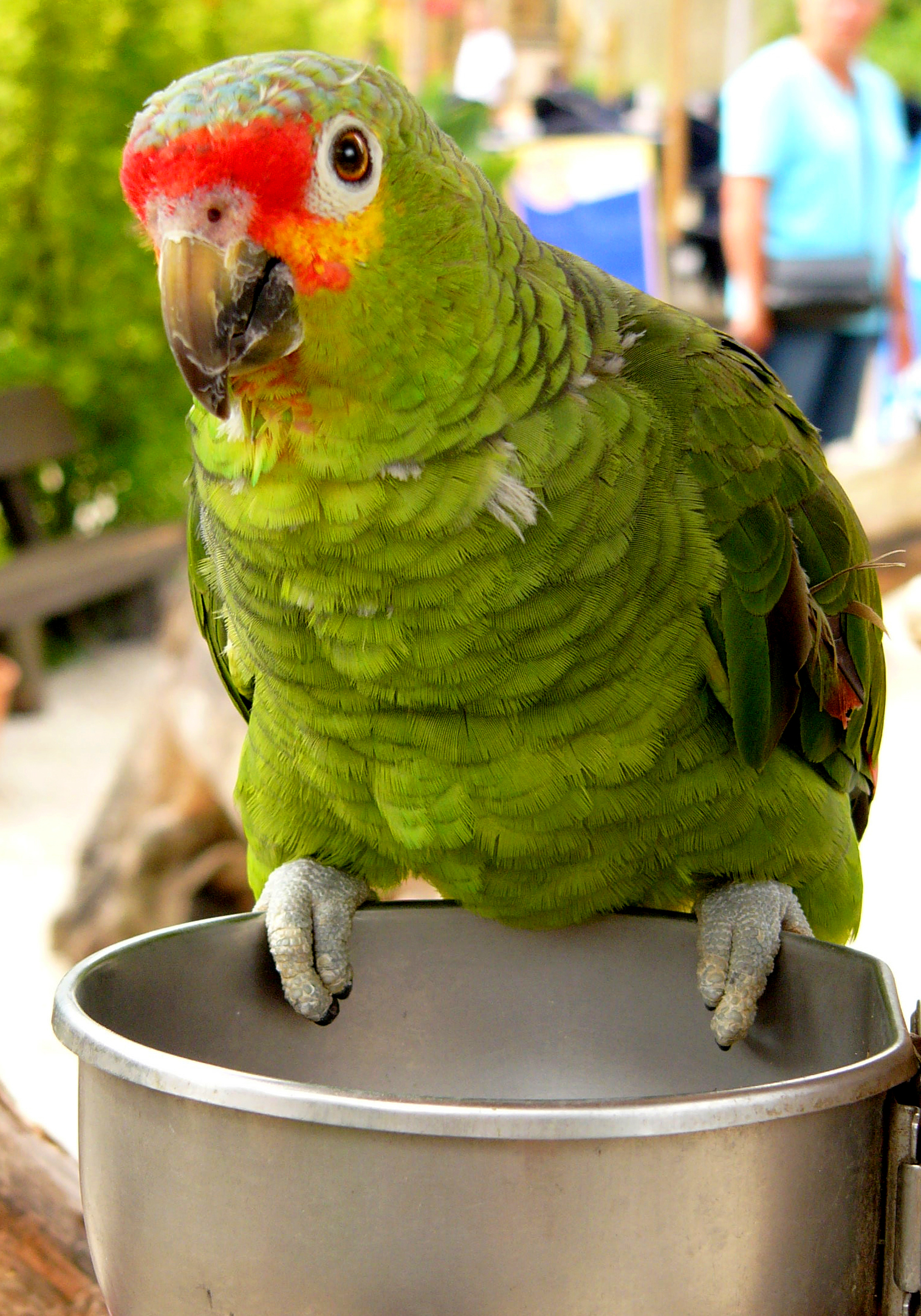
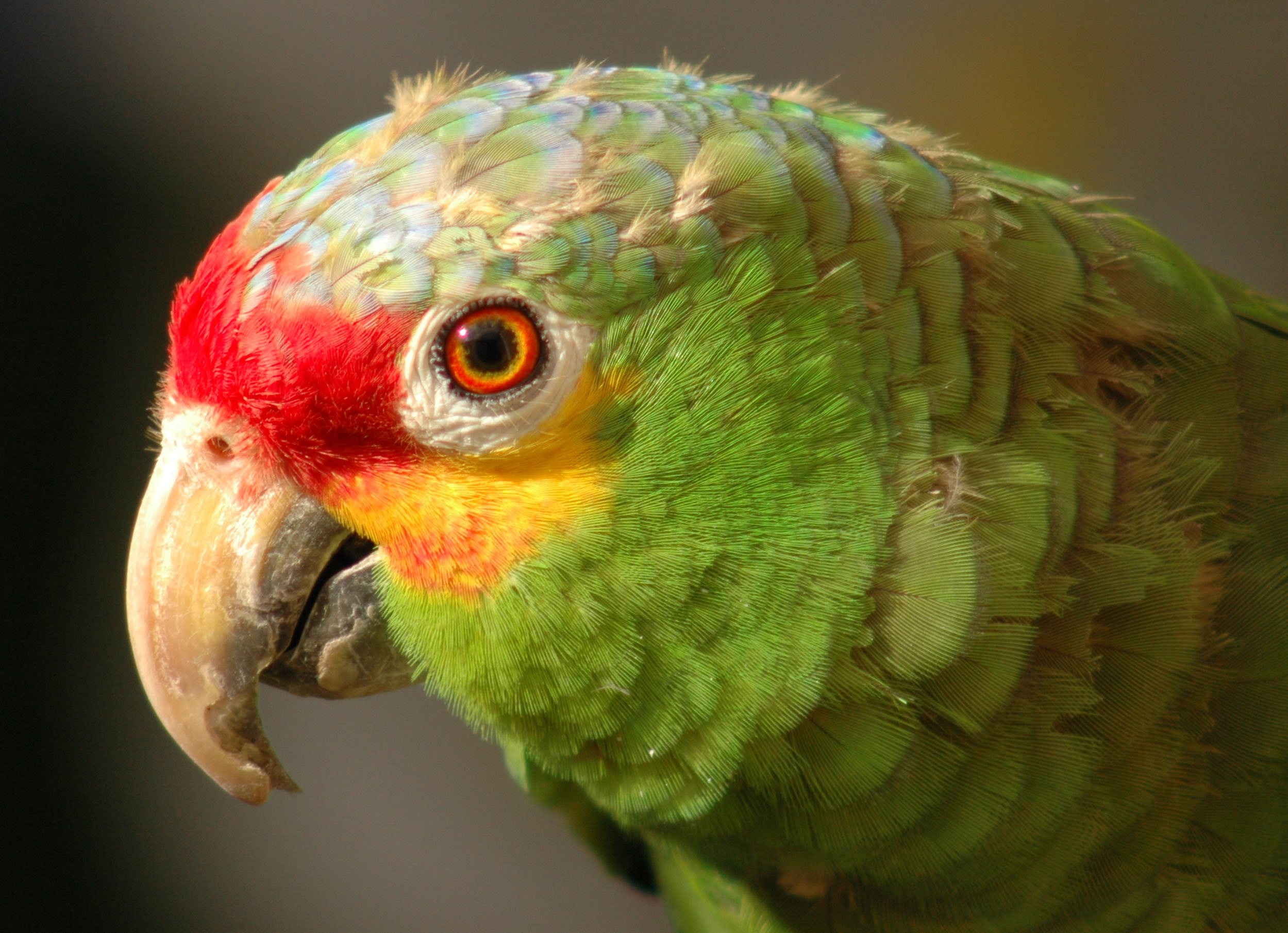
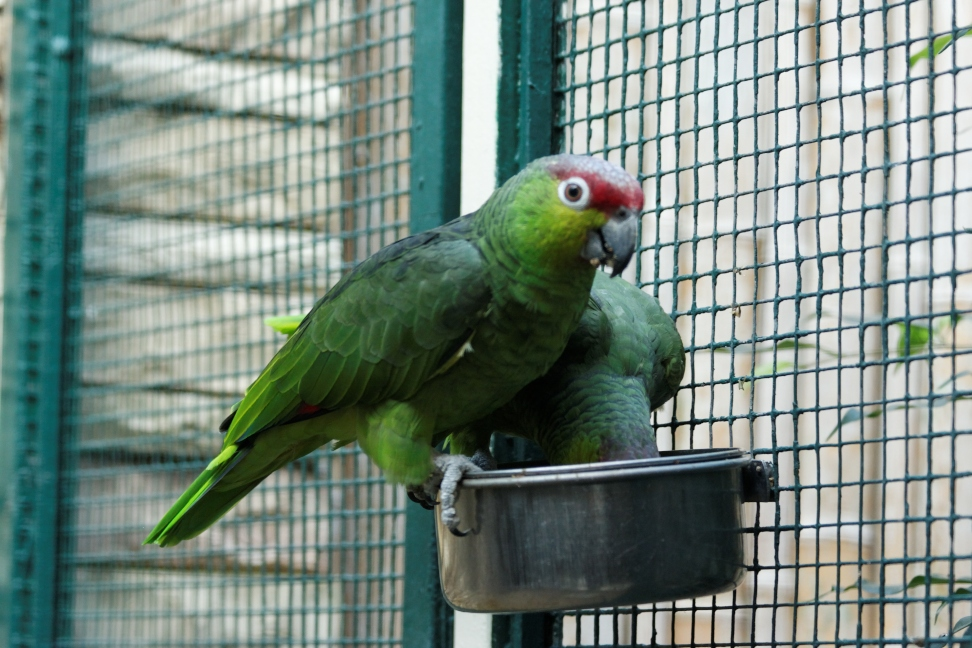
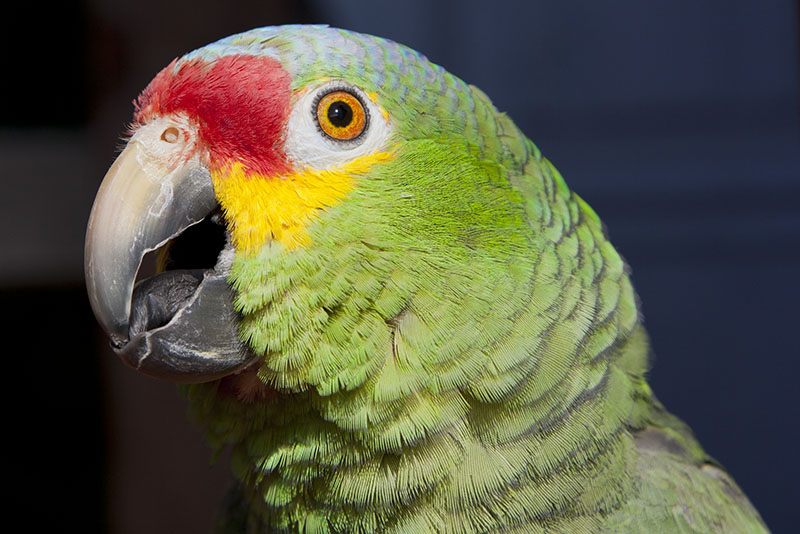
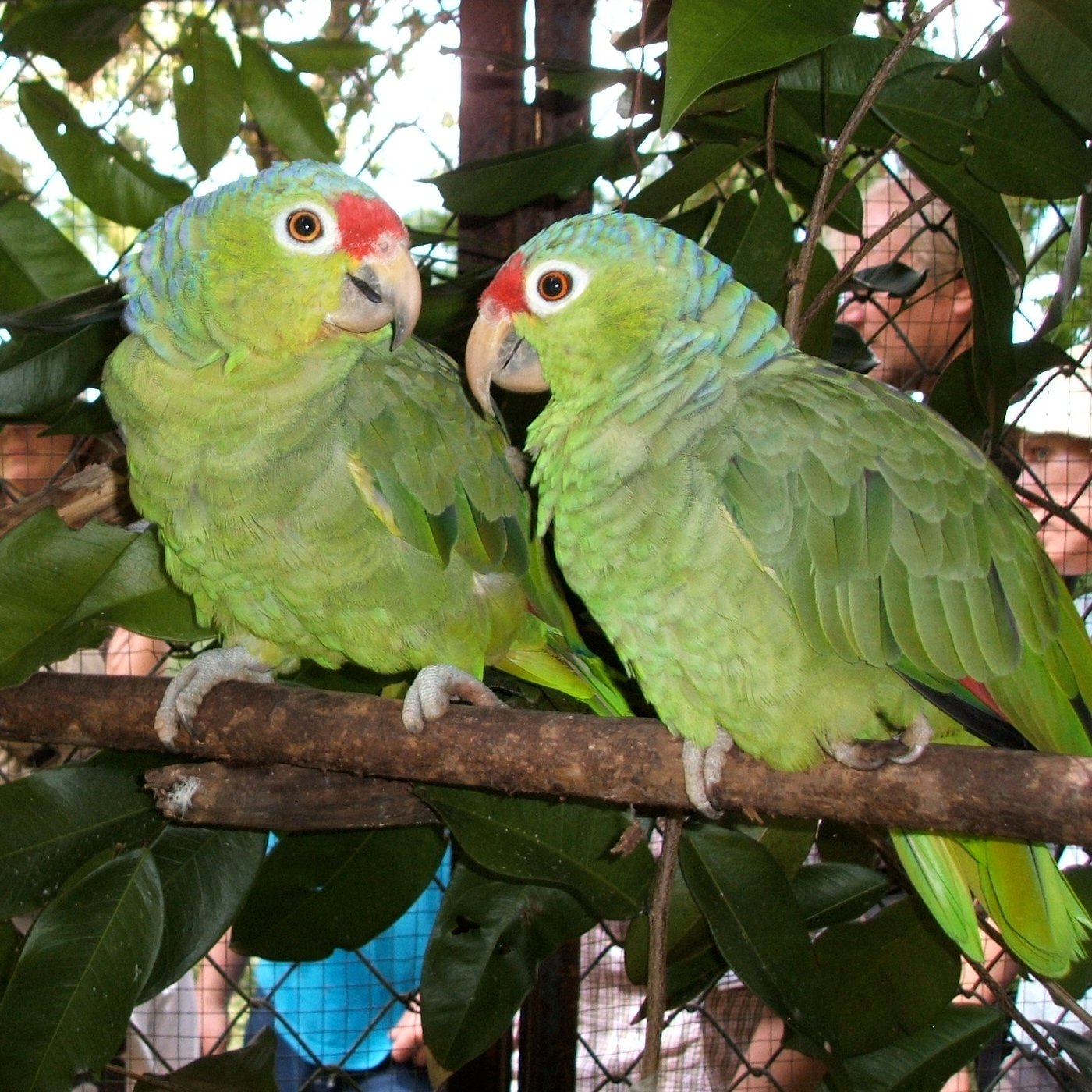